# Strandabyggð

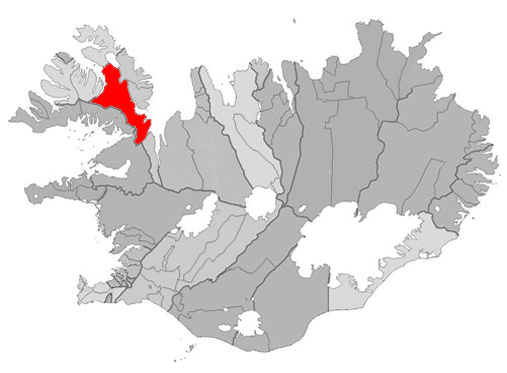

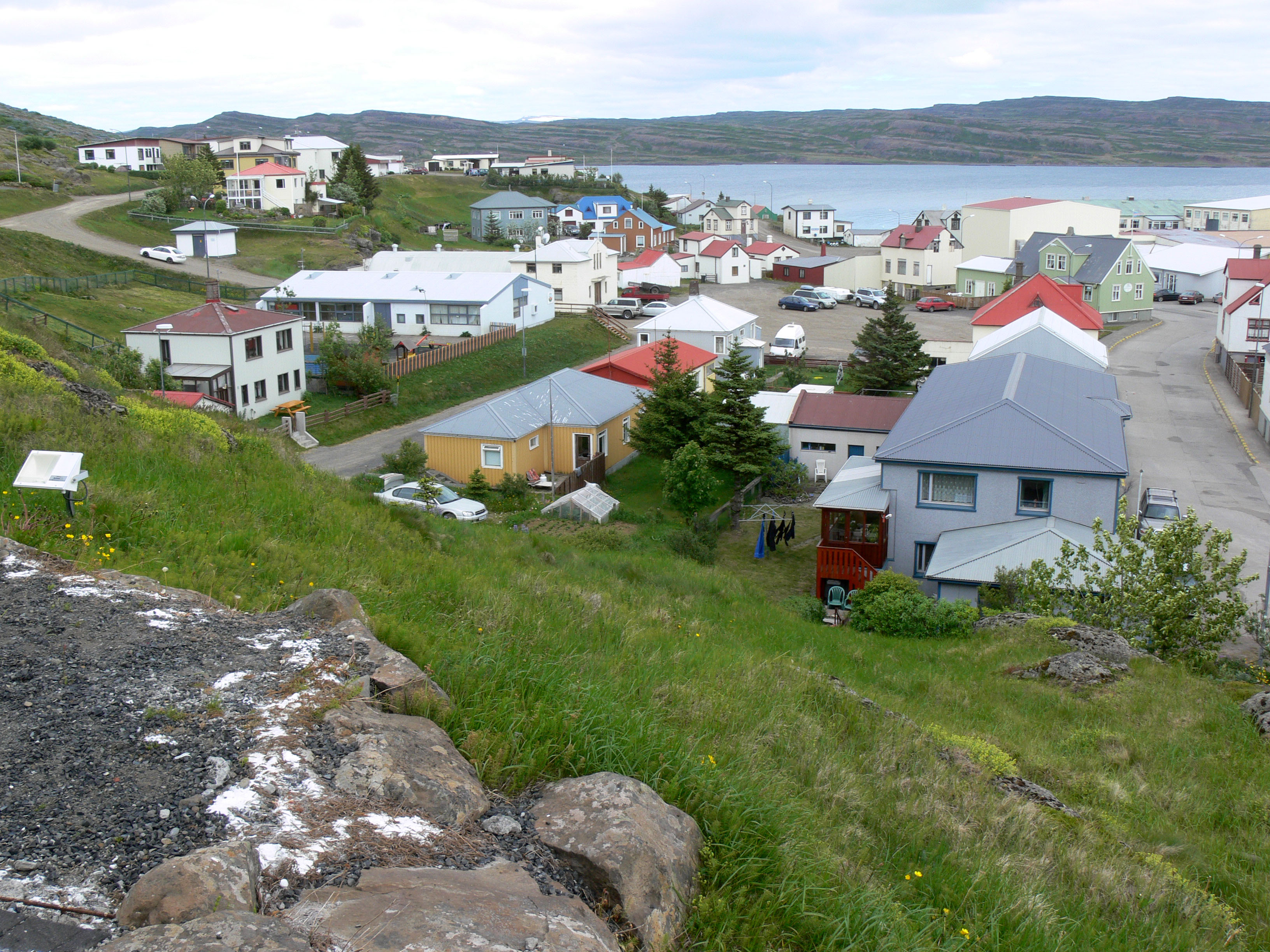
Hólmavík på Strandabyggð

Strandabyggð är en kommun i regionen Västfjordarna på Island. Folkmängden är 424 personer (2022).